# 王峻 (北朝)
王 峻（おう しゅん、? - 573年）は、中国の東魏から北斉にかけての軍人・官僚。字は巒嵩。本貫は霊丘郡。

## 経歴
高歓の下で相府墨曹参軍となったが、事件に連座して官を去った。しばらくして高洋が儀同開府となると、王峻は召されて城局参軍となった。恒州大中正を務め、高澄の下で相府外兵参軍となった。淮陰の平定に従軍して、北平県男の爵位を受けた。営州刺史に任じられた。
王峻は営州において遠隔の地にまで斥候を放ち、北方民族の侵入があるたびにその不意をついて攻撃したので、北方民族もあえて侵入しなくなり、国境は安定した。かつて前の営州刺史の陸士茂が室韋800人あまりを騙し討ちにしていたため、室韋からの朝貢は途絶えていた。王峻が室韋を破り、その首帥を捕らえたが、この首帥を厚遇して釈放した。このため室韋は北斉と誓約を結び、朝貢関係は復活した。柔然の菴羅辰がその残党を率いて東遷すると、王峻はその来寇があると予期して備えた。しばらくして菴羅辰が営州に侵入してくると、王峻は伏兵によってこれを破り、その名王の郁久閭豆抜提ら数十人を捕らえて、鄴都に送った。文宣帝（高洋）の賞賛を受け、秘書監に転じた。
天保10年（559年）、高殷（廃帝）が即位すると、王峻は洛州刺史・河陽道行台左丞に任じられた。皇建元年（560年）、命を受けて洛州の西境に300里にわたって塹壕を掘り、城戍を置いて間諜を防がせた。河清元年（562年）、祠部尚書に任じられた。晋陽検校兵馬として出されたが、すぐに鄴に召還されて、太僕卿に転じた。武成帝が地方に巡幸するときには、王峻は吏部尚書尉瑾とともに皇太子高緯や諸親王を助けて留守を預かった。梁郡を食邑とし、侍中に転じ、都官尚書に任ぜられた。北周軍が侵攻してくると、王峻は本官のまま東安王婁叡・武興王高普らとともに兵を率いて鄴から河陽に向かい、北周軍の侵攻を防いだ。武成帝が洛陽に入ると、懸瓠の地が北周の手に落ちたため、王峻は南道行台に任じられて、婁叡とともに軍を率いて南方に向かった。到着する前に北周軍が城を放棄して逃亡したので、永州・郢州の治安回復につとめた。河清4年（564年）春、鄴に帰還した。禁止物の私有と軍の食糧の横領を咎められ、鞭打ち100回の刑を受け、免官されて庶民に落とされた。大赦を受けて、蟄居した。天統2年（566年）、驃騎大将軍・儀同三司の位を受けた。まもなく開府儀同三司を加えられた。武平元年（570年）、再び侍中に任じられた。武平4年（573年）、死去した。司空公の位を追贈された。

## 伝記資料
- 『北斉書』巻25 列伝第17
- 『北史』巻55 列伝第43